# Justicia miguelii
Justicia miguelii är en akantusväxtart som beskrevs av V.A.W. Graham. Justicia miguelii ingår i släktet Justicia och familjen akantusväxter. Inga underarter finns listade i Catalogue of Life.